# Salcedo (Ilocos Sur)
Salcedo est une municipalité de 4e classe située dans la province d'Ilocos Sur aux Philippines. Selon le recensement de 2010 elle est peuplée de 10 935 habitants.

## Barangays
Salcedo est divisée en 21 barangays.
- Atabay
- Calangcuasan
- Balidbid
- Baluarte
- Baybayading
- Boguibog
- Bulala-Leguey
- Kaliwakiw
- Culiong
- Dinaratan
- Kinmarin
- Lucbuban
- Madarang
- Maligcong
- Pias
- Poblacion Norte
- Poblacion Sur
- San Gaspar
- San Tiburcio
- Sorioan
- Ubbog